# Shabiha
Shabiha (árabe: شبيحة šabbīḥa , pronunciado [ʃabˈbiːħa]; romanizado também como Shabeeha ou Shabbiha) era uma mílica de grupos de homens armados que atuavam na Síria, a serviço do regime do Partido Baath liderado pela família Assad. A shabiha foi acusada pela oposição síria de massacrar civis, manifestantes e rebeldes durante a Guerra Civil Síria. Grupos da oposição do país, governos estrangeiros e organizações de direitos humanos acusaram a milícia shabiha de ser uma ferramenta do regime sírio, trabalhando como mercenários, para caçar dissidentes políticos.
A shabiha foi acusada de cometer várias atrocidades, entre elas o massacre de Houla.